# Maen y Bardd
Maen y Bardd [mɑːɨ̯n ə barð]  (auch The Bard’s Stone oder The Poet Stone, walisisch bzw. englisch für „Barden- oder Dichterstein“) ist ein etwa 3500 v. Chr. errichtetes, neolithisches Portal Tomb. Es steht am Hügel Tal-y-Fan mit Blick auf das Conwy-Tal, westlich von Rowen, bei Conwy in der Principal Area mit dem Status eines County Borough im Norden von Wales. Als Portal Tombs werden auf den Britischen Inseln Megalithanlagen bezeichnet, bei denen zwei gleich hohe, aufrecht stehende Steine mit einem Türstein dazwischen, die Vorderseite einer Kammer bilden, die mit einem zum Teil gewaltigen Deckstein bedeckt ist.

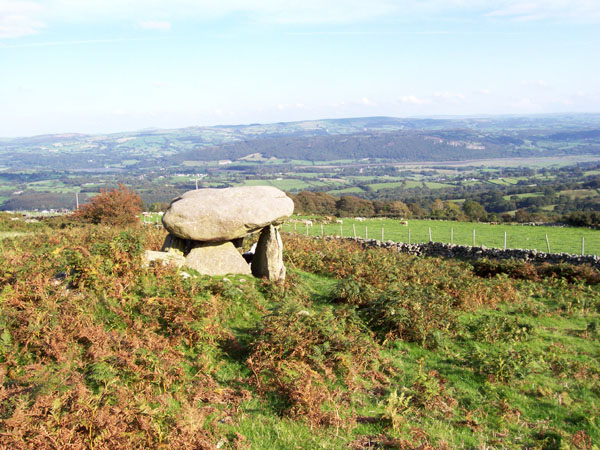
Maen-y-Bardd

## Beschreibung
Die Struktur besteht aus einer großen Platte, die von vier etwa 1,2 m hohen aufrechten Tragsteinen gestützt wird. Der große Deckstein kragt vorne über. Es wird angenommen, dass die Kammer ursprünglich von einem Cairn bedeckt war, obwohl sich keine Belege finden. 
In der Nähe befinden sich das Kammergrab (englisch chambered tomb) von Caerhun, die Menhire von Caerhun und das Kammergrab von Rhiw (100 m), die Menhire Bwlch y Ddeufaen und Cae Coch, mehrere Einhegungen und Hüttenkreise, die sich westwärts bis zum Steinkreis von Cerrig Pryfaid erstrecken. Das Gebiet behielt seine Bedeutung während der Römerzeit, als die Straße von Caernarfon zur Festung Canovium am Ufer des Flusses Conwy gebaut wurde.
Maen y Bardd ist ein Scheduled Monument.
In der Nähe liegt das Hillfort Caer Bach und stehen Menhire wie Cae Coch und Maen Penddu.